# Marie Janson
Pour les articles homonymes, voir Janson.
 (mars 2025).
Si vous disposez d'ouvrages ou d'articles de référence ou si vous connaissez des sites web de qualité traitant du thème abordé ici, merci de compléter l'article en donnant les références utiles à sa vérifiabilité et en les liant à la section « Notes et références ».
Marie Janson, née à Bruxelles le 23 juillet 1873 et morte le 8 mars 1960, est une femme politique belge. Elle est la première femme belge à devenir membre du Sénat.

## Biographie

### Origine, enfance et vie privée
Marie Janson est issue d’une famille de cinq enfants, engagée politiquement. Son père est Paul Janson, avocat, conseiller communal de Bruxelles et membre de l'aile progressiste du mouvement libéral belge. Avant son mariage, sa mère, Anna-Augustine Amoré, a enseigné la géographie à l'école d'Isabelle Gatti de Gamond à Bruxelles. Son frère est l'homme politique Paul-Emile Janson, Premier ministre de novembre 1937 à mai 1938. Élevée dans un milieu bourgeois et intellectuel, elle intègre l'école d’Isabelle Gatti de Gamond et en sort régente. Marie devient par la suite amie avec Isabelle Gatti de Gamond, qui exercera une grande influence dans sa carrière politique future.

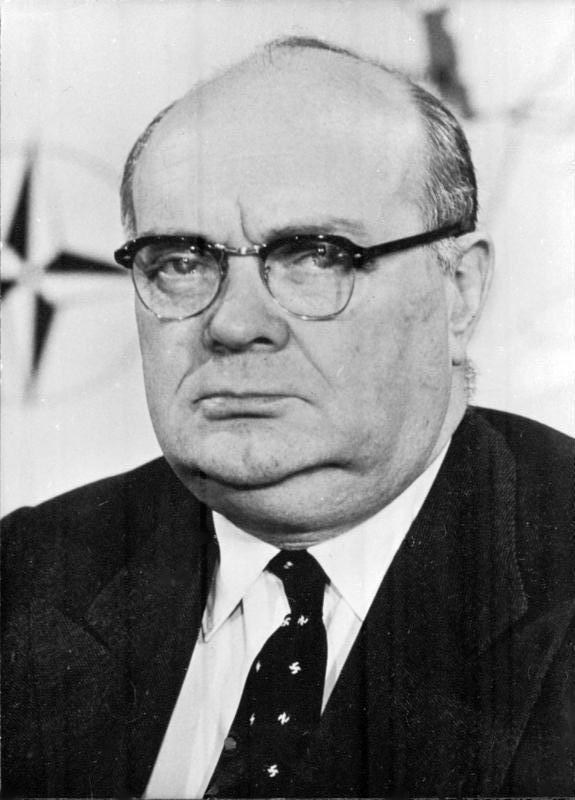
Paul-Henri Spaak, fils de Marie Janson.

Elle se marie le 22 juillet 1894 avec Paul Spaak, avocat au barreau de Bruxelles et dramaturge, avec qui elle a quatre enfants : Madeleine, Paul-Henri Spaak, Charles Spaak et Claude Spaak. Paul-Henri Spaak intègre le Parti ouvrier belge et devint Premier ministre, ministre des Affaires étrangères et secrétaire général de l'OTAN. Charles Spaak est scénariste, notamment de La Grande Illusion de Jean Renoir et de La Belle Équipe de Julien Duvivier.

## Carrière politique

### Influence et début de carrière
Marie Spaak-Janson est bercée depuis l’enfance dans la politique. Sa carrière et son orientation politique furent largement influencées par la Première Guerre mondiale. Faisant partie de la classe bourgeoise, elle a pris part à des œuvres caritatives. Ainsi, elle a découvert la misère dans lesquelles vivaient les familles défavorisées. 
La guerre terminée, elle décide alors de faire son entrée dans la politique et, avec son plus jeune fils, Paul-Henri, ils adhèrent au Parti Ouvrier Belge. Elle est élue dans la commune bruxelloise de Saint-Gilles durant les élections communales de 1921. L’ensemble de sa campagne se fonde autour du concept de la « ménagère ». Quelques mois plus tard, le Conseil général du parti, sur proposition d’Emile Vandervelde, désigne Marie Spaak-Janson comme sénatrice cooptée. Le 27 décembre 1921, elle entre dans l’Histoire et devient la première femme parlementaire belge. 
Cette nomination n’aurait pas été possible sans plusieurs modifications législatives. Lorsque Marie Spaak-Janson est née, l’exercice de la politique était réservé à la gent masculine. C’est lors de la période de l’entre-deux-guerres que cette situation prend fin : le 15 novembre 1920, les femmes ne sont plus exclues de l’éligibilité de la Chambre des Représentants. Dix mois plus tard, le 15 octobre 1921, elles sont directement éligibles au Sénat. Les femmes peuvent être désignées en tant que sénatrices provinciales ou cooptées à la suite de la loi du 21 octobre 1921 ; c’est ainsi que Marie Spaak-Janson fut désignée première sénatrice cooptée en novembre de cette même année.

### Critiques
Ce choix, symbolique, d’une femme sénatrice, a fait couler beaucoup d’encre. Si beaucoup en sont comblés, Marie n’a pas échappé aux critiques de quelques-uns. L’hebdomadaire Pourquoi pas ? ne s’est pas privé de faire son commentaire :
« Mme Spaak n'est qu'une fausse ménagère, une ménagère amateur, qui n'a jamais tenu dans ses blanches mains, ni la pelle, ni le balai, ni la loque à reloqueter, ni la lèche-frites et qui sait tout juste ce que c'est qu'un livre de comptes. En réalité, c'est une intellectuelle, une femme politique qui, sur ses affiches électorales, s'est intitulée ménagère, parce que c'est une étiquette qui, auprès de l'électeur conscient et organisé, fait presque aussi bien que celle d'institutrice ou de charmeuse. »
Bien qu’elle soit critiquée, non seulement en tant que femme mais également en tant que bourgeoise, son mandat de sénatrice cooptée lui est confirmé jusqu’en 1958. Tout au long de sa carrière au Sénat, Marie fait preuve d’un travail sérieux, ce qui lui vaut un prestige indiscutable. Ses maintes interventions concernent généralement l’enseignement, l’enfance, la condition féminine et l’antialcoolisme. Elle qui a dû attendre 1948 pour pouvoir bénéficier du droit de vote, était déjà l’auteure de plusieurs propositions de loi, spécialement sur : l’assurance maternelle, l’organisation d’un enseignement moyen du degré supérieur pour jeunes filles, le contrat de travail des « gens de maison », une modification de l’œuvre nationale de l’enfance et la création d’une université néerlandophone à Gand.
Marie Spaak-Janson, première femme parlementaire belge, fait encore « œuvre de pionnière » en devenant la première femme à présider une assemblée parlementaire belge. En effet, le 11 novembre 1952, elle préside, comme doyenne d’âge, la séance d’ouverture du Sénat.

### Création des Femmes prévoyantes socialistes
Comme beaucoup de femmes socialistes, Marie se présente constamment en tant que « ménagère et mère de famille », octroyant un intérêt spécifique à l’enfance (notamment au sein de l’Orphelinat rationaliste). En 1922, accompagnée d’Arthur Jauniaux, elle fonde le mouvement des Femmes prévoyantes socialistes.
Les Femmes prévoyantes socialistes (FPS) ont mené beaucoup de combats pour la femme tels que le droit à la santé de la femme, le suffrage féminin, le droit au travail des femmes, le droit à l'éducation des filles, et encore beaucoup d'autres. Les FPS visent avant tout les femmes de la classe ouvrière, ce qui les distingue des mouvements féministes traditionnels.
La création de ce mouvement féministe de gauche constitue un tournant dans la perception du rôle de la femme dans la lutte pour l'émancipation de la classe ouvrière.
« L'histoire des Femmes prévoyantes socialistes, c'est la belle histoire d'un groupe de femmes qui a voulu porter le combat pour l'émancipation des femmes de la classe ouvrière en transmettant les valeurs d'égalité, de liberté et de solidarité ».
Ce mouvement existe toujours aujourd'hui et regroupe 10 régionales ainsi que 200 groupes locaux en activité sur le territoire de la Communauté française.
En plus des FPS, Marie Janson dirige également pendant de longues années la Guilde nationale des coopératrices et influe fortement le Comité national des femmes socialistes.

## Honneurs
De par son action au sein du mouvement socialiste féminin, et en tant que première parlementaire, Marie Spaak-Janson a marqué l’histoire des femmes de Belgique. Elle a toujours refusé les distinctions honorifiques. Bien que pionnière du mouvement féminin et symbole de l’émancipation féminine, elle a fait l’objet de préjugés de son époque, définissant la femme en fonction des hommes. Dès lors, lorsqu’elle décède, on parle de la fille de Paul Janson, la sœur de Paul-Émile Janson, et la mère de Paul-Henri Spaak.
Une place à Saint-Gilles porte son nom.